# Kathedrale von Tarnów

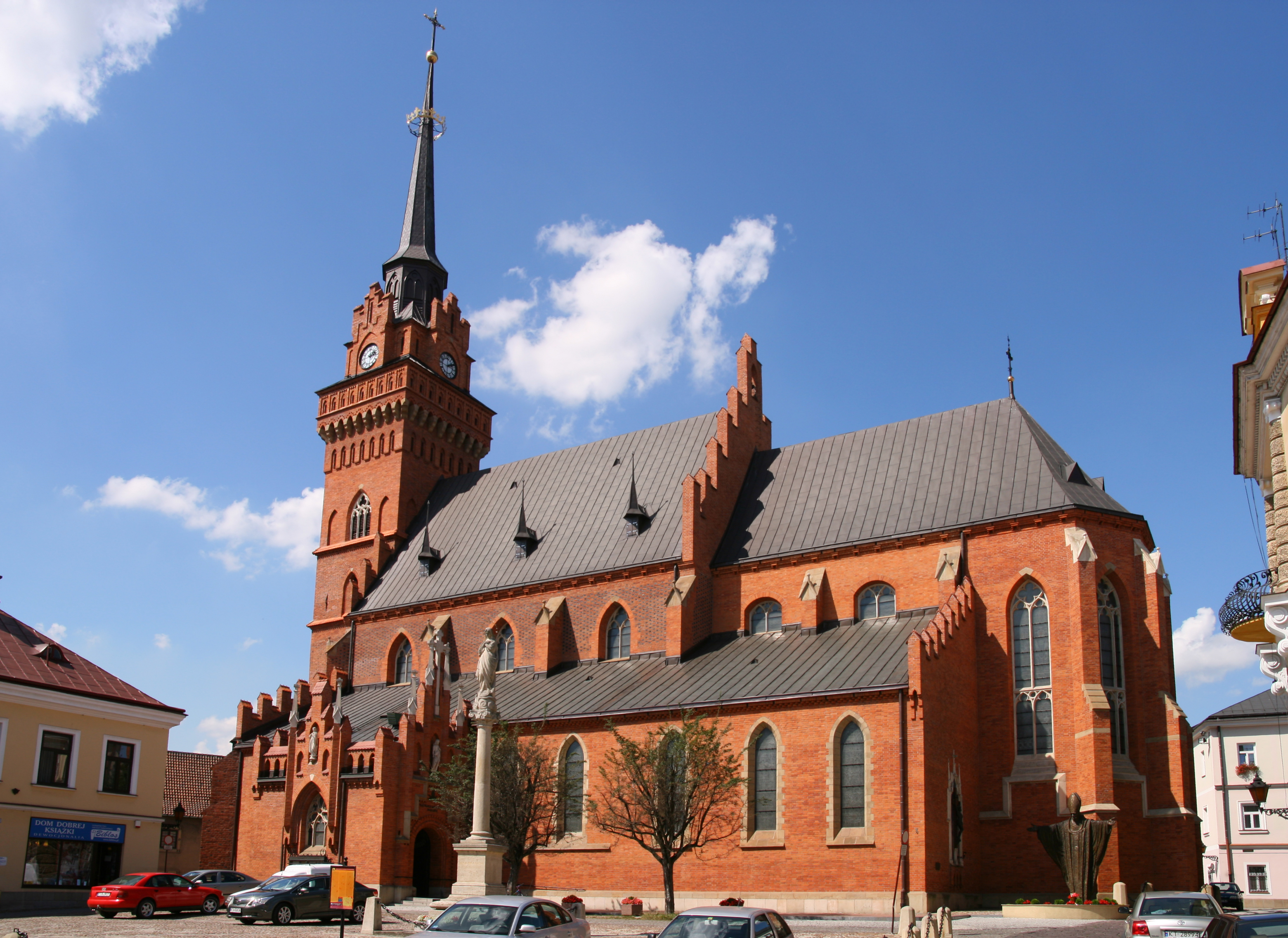
Seitenansicht der Kathedrale

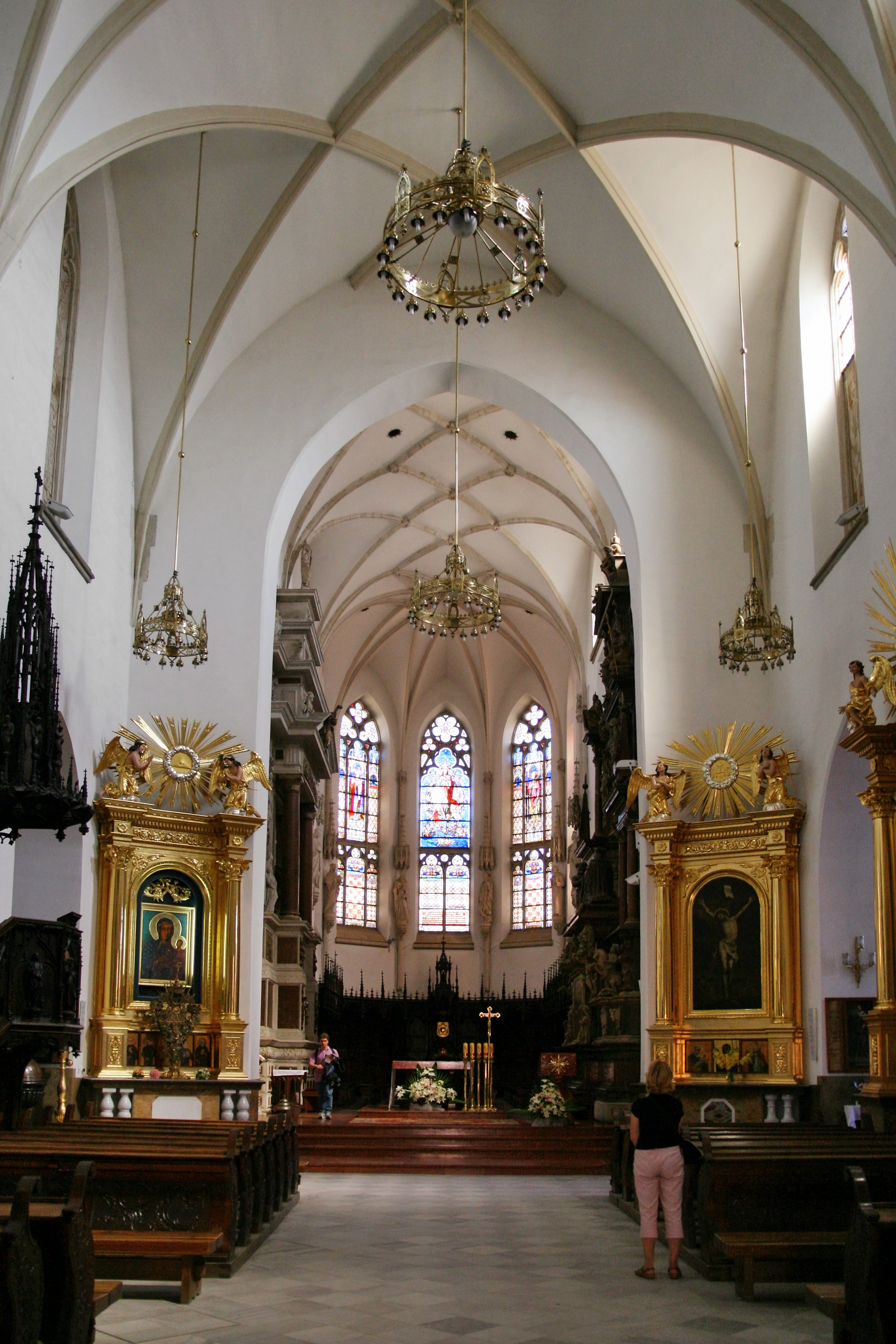
Innenraum

Die Kathedrale von Tarnów oder offiziell die Kathedralenbasilika Mariä Geburt (polnisch Bazylika katedralna Narodzenia Najświętszej Maryi Panny) ist eine römisch-katholische Kirche in Tarnów in der Woiwodschaft Kleinpolen in Polen. Die Kathedrale des Bistums Tarnów mit dem Patrozinium Mariä Geburt trägt zusätzlich den Titel einer Basilica minor.

## Geschichte
Die Kirche ist erstmals 1346 urkundlich belegt. 1400 wurde die Kirche zur Stiftskirche erhoben. In den folgenden Jahrhunderten wurde die Kirche der Backsteingotik seitlich erweitert, der Turm wurde 1810 auf Dachniveau abgebaut und 1880 wieder erhöht, die ursprüngliche Höhe ist nicht bekannt. Die Kirche wurde als Teil des Habsburgerreiches 1768 mit Schaffung des Bistums zur Kathedrale erhoben, nach dessen zwischenzeitlicher Auflösung 1805 erneut seit 1821. In den Jahren 1889 bis 1900 wurde die Kathedrale bei einer gründlichen Renovierung im neugotischen Stil umgestaltet. 1972 erhielt die Kirche durch Papst Johannes XXIII. den Titel einer Basilika minor und wurde 1987 von Papst Johannes Paul II. besucht. 1980 wurde die Kirche unter Denkmalschutz gestellt.

## Architektur
Die Backsteinkirche wurde ursprünglich als einschiffiges Gebäude erbaut. Sie besitzt einen rechteckigen, niedrigeren Chor mit dreiseitiger Apsis sowie einem quadratischen Westturm. Die gotische Kirche wurde im Laufe der Jahrhunderte wiederholt umgestaltet und mit Kapellen ergänzt. Nach einem Brand 1494 wurde der heute 72 Meter hohe Kirchturm erbaut. Zur Zeit des Bischofs Gregor Thomas Ziegler wurden die Kapellen auf beiden Seiten mit Arkaden zu Seitenschiffen verbunden, wodurch die Kathedrale dreischiffig wurde. Das südliche Seitenschiff wurde mit der Benediktkapelle bis zum Chor verlängert, die heutige Kapelle des Heiligen Sakraments. Auf der Nordseite der Kirche liegen die Sakristei und eine Schatzkammer.

## Ausstattung

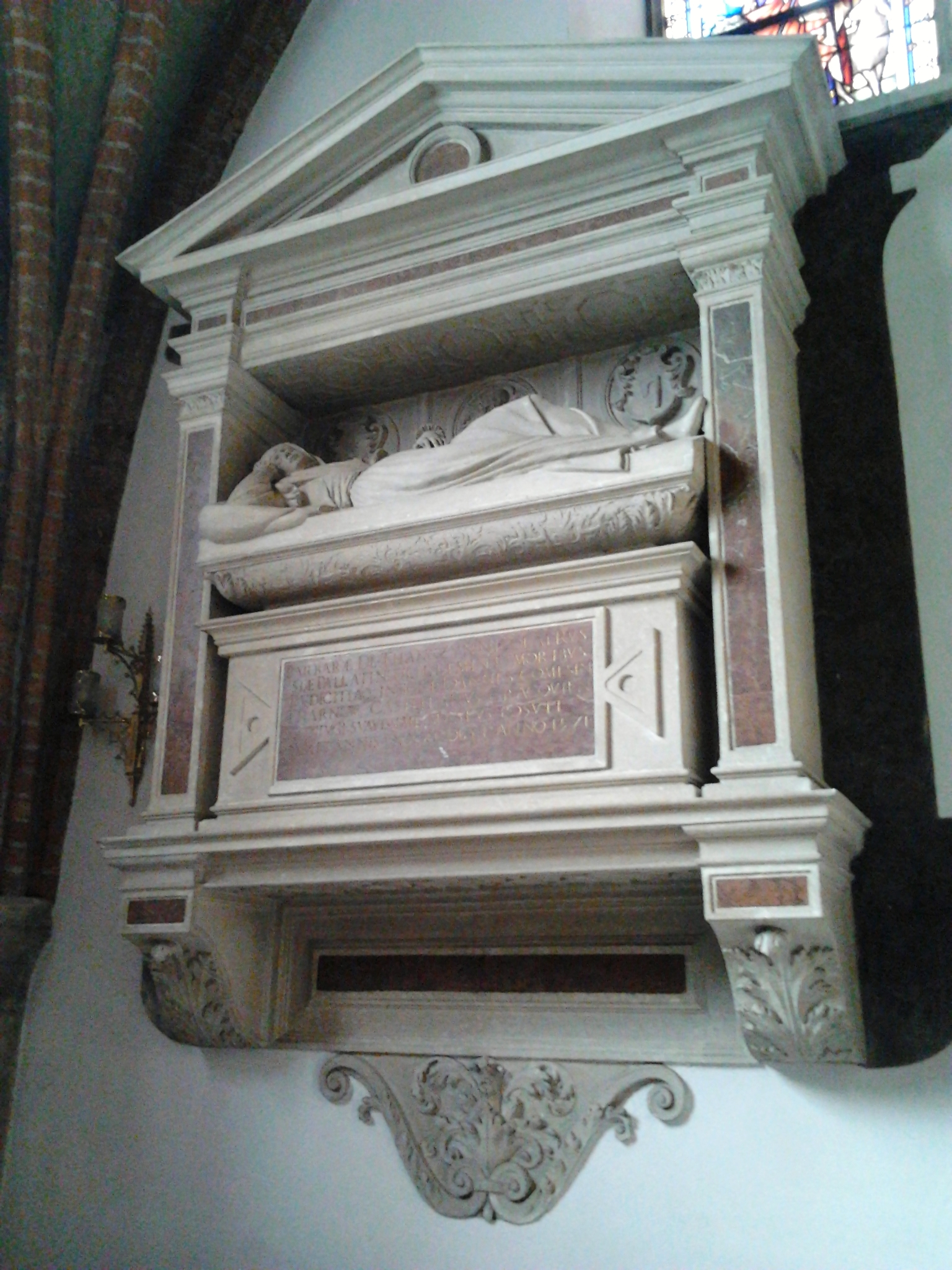
Grabmal der Barbara Tarnowska

Die Besonderheit der Kirchenausstattung sind die Renaissance- und Barockgrabdenkmäler der Familien Tarnowski und Ostrogski, die von den ausländischen Bildhauern Bartolomeo Berrecci, Giovanni Maria Mosca und Johann Pfister geschaffen wurden. Das Grabdenkmal von Barbara Tarnowska wurde von Berrecci erschaffen und gehört zu den schönsten Renaissancegrabdenkmälern in Europa für eine Frau. Ebenso bedeutsam sind die Grabdenkmäler von Hetman Jan Tarnowski und seinem Sohn Krzysztof mit einer Höhe von 13,8 Metern und einer Breite von 5,6 Metern. Zu der reichen Innenausstattung der Kathedrale gehören auch gotische Flügelaltäre mit ihren prachtvollen Rückseiten, die Skulpturen, Epitaphe, einige Gemälde und die Buntglasfenster.